# Гортатив
Гортати́в (англ. hortative, от лат. hortatus, причастие от глагола «поощрять, одобрять») — вид наклонения, член глагольной парадигмы императива. Гортатив используется говорящим для выражения желания реализации некоторой ситуации, при этом подразумевается непосредственное участие говорящего и адресата в процессе осуществления ситуации (давай сделаем!). Для обозначения данного значения могут использоваться также термины когортатив, адгортатив (иногда за ними закрепляют другие смежные значения).

## Терминология
В работах исследователей модальности наблюдаются несколько различные способы использования термина «гортатив». Так, Дж. Сэддок и А. Звикки называют гортативом 1-е и 3-е лицо императива. Напротив, Дж. Байби считает императив и гортатив разными категориями и соотносит ед./мн. число 2 лица с понятием «императив», а ед./мн. число 1-го и 3-го лица — с «гортативом». Ф. Палмер в книге «Mood and Modality» не предлагает окончательного решения этого вопроса, но сопоставляет императив со 2-м лицом, а с 1-м и 3-м — юссив. В работе Й. ван дер Аувера, В. Ю. Гусева и Н. Р. Добрушиной «Семантическая карта императива-гортатива» используется особый термин «императив-гортатив» для обозначения как очевидно императивных конструкций 2-го лица, так и для вызывающих споры конструкций 1-го и 3-го лица.
Наиболее различительной системы придерживается В. А. Плунгян, который использует 3 различных термина для обозначения императивных конструкций: «гортатив» для 1-го лица, собственно «императив» для 2-го лица и «юссив» для 3-го.

## Образование гортативных конструкций
Глаголы в основе гортативных предложений не всегда являются морфологически маркированными, но при этом довольно часто мы можем говорить о синтаксической «выделенности» конструкции в целом. Отсутствие специальных суффиксов/префиксов для образования гортативной глагольной формы и, вместе с тем, особое синтаксическое оформление фразы характерно для индоевропейских языков.
К примеру, в английском языке именно построение самой конструкции (то есть отсутствие субъекта и начальная позиция глагола) определяет гортатив:
| Let us sing this song!   |
| Давайте споём эту песню! |

Обратную ситуацию можно наблюдать, к примеру, в корейском языке, где существует набор определённых суффиксов для выражения гортативного предложения (здесь и далее показатель гортатива обозначен сокращением HORT):
| uli ilccik ttŏna-si-p-si-ta         |
| 1pl рано уезжать-HON-UFS-HORТ-SCSfx |
| Давайте уедем рано.                 |

| chǒnchǒnhi ilk-ǔp-si-ta       |
| медленно читать-MFS-HOR-SCSfx |
| Давайте читать медленно.      |

Обозначения: HON — honorative marker, SCSfx — sentence concluding suffix, CSfx — connective suffix, MFS — mediate formal speech level, UFS — upward formal speech level
Ещё один способ образования гортатива — использование частиц. Так, в новогреческом языке это частица ας:
| Ας γνωριστούμε λίγο καλύτερα.            |
| HORT знать-PL.1.PRF.PASS. немного лучше. |
| Давайте немного лучше узнаем друг друга. |

| Ας μην φάμε άλλο.                   |
| HORT neg есть- PL.1.PRF. больше не. |
| Давайте больше не будем есть.       |

## Гортативно-императивные системы

### Императив vs. гортатив
Как императивы, так и гортативы выражают пожелания говорящего о будущем состоянии ситуации. Императив используется в тех случаях, если ответственным за осуществление действия становится адресат. Гортатив включает в себя намерение говорящего также поучаствовать в реализации желаемой ситуации.

### Формальная однородность
Параметр сравнения императивно-гортативных систем — однородность системы с точки зрения грамматического выражения соответствующих значений (минимальность/максимальность). Однородными называются две императивно-гортативные формы, образованные одинаковым способом (морфологическим/синтаксическим средством). Если в языке форма императива 2-го лица ед. числа не однородна ни с какой другой формой, значит, язык обладает «минимальной системой»: в неё входит только эта форма. «Максимальная система» характеризуется наличием в парадигме глагола нескольких однородных форм: императива 2-го лица ед. числа, 2-го лица мн. числа, 3-го лица и, как минимум, 1-го лица мн. числа (инклюзивное «мы»).
Таким образом, языки мира можно поделить на 4 группы в зависимости от типа императивно-гортативной системы. В совместном исследовании в рамках Всемирного атласа языковых структур Й. ван дер Аувера, В. Ю. Гусев и Н. Р. Добрушина составили карту распределения типов систем (всего было рассмотрено 375 языков):

#### Языки только с максимальной системой
Из всей выборки к этой группе относится 133 языка.
Пример парадигмы из венгерского (глагол vár — «ждать»):
| Лицо | Единственное число | Множественное число |
| ---- | ------------------ | ------------------- |
| 1    | —                  | várjunk             |
| 2    | várj(ál)           | várjatok            |
| 3    | várjon             | várjanak            |

Во всех случая способ образования формы — суффиксальный, то есть формы однородны.
В языке йимас (Папуа — Новая Гвинея) формы императива и гортатива также однородны, они образуются путём добавления одного и того же суффикса и различающихся префиксов.
Пример гортатива в йимасе:
| awt ay-ampu-na-wt                   |
| костёр HORT:PL-разжигать-IMP-костёр |
| Давайте разожжём костёр.            |

#### Языки только с минимальной системой
Из всей выборки к этой группе относится 20 языков.
В качестве примера можно рассмотреть императивно-гортативную систему в языке сонинке (Мали, Сенегал). Императив 2-го лица ед. числа совпадает с основой, личное местоимение отсутствует. Этот способ образования не используется при построении остальных форм, следовательно, здесь имеет место минимальная система.
Образование императивно-гортативных форм в сонинке:
- императив, 2-е лицо, ед. число: основа;
- императив, 2-е лицо, мн. число: специальное местоимение + основа;
- гортатив, 1-е лицо, мн. число: обычное местоимение + n + основа;
- гортатив, 3-е лицо, ед./мн. число: обычное местоимение + nà n + основа.

#### Языки с максимальной и минимальной системами
Из всей выборки к этой группе относится 21 язык. В них представлено две системы образования императивно-гортативных форм.
Так, в языке лингала (языки банту, Республика Конго) императив 2-го лица ед. числа состоит из корня глагола + суффикса -a (свидетельство наличия минимальной системы):
| Sál-á!              |
| работать-EPV.IMP.SG |
| Работай!            |

Чтобы выразить просьбу/приказ, в лингала используется форма конъюнктива, с помощью которой могут образовываться любые формы императивно-гортативной системы (что служит доказательством присутствия максимальной системы):
| Лицо | Единственное число | Множественное число |
| ---- | ------------------ | ------------------- |
| 1    | ná-sál-a           | á-sál-a             |
| 2    | ó-sál-a            | bó-sál-a            |
| 3    | tó-sál-a           | bá-sál-a            |

#### Языки, не имеющие ни максимальной, ни минимальном системы
Из всей выборки к этой группе относится 201 язык. Имеющиеся в них системы являются промежуточными и не могут быть отнесены ни к минимальным, ни к максимальным.
Пример: в марийском языке (Урал, Россия) наблюдается суффиксальный способ образования императива 2-го лица, так же как и для 3-го. Формы для 1-го лица отсутствуют. Поэтому, система на является ни минимальной, ни максимальной:
| Лицо | Единственное число      | Множественное число |
| ---- | ----------------------- | ------------------- |
| 2    | -Ø /-t                  | -za/-sa             |
| 3    | -še/-ñe/-šo/-ño/-šö/-ñö | -(ə)št              |

### Географическое распределение
Карта распространения императивно-гортативных систем показывает, что бо́льшая часть языков относится к 4-й группе, то есть не характеризуется ни максимальной, ни минимальной стратегиями. В них имеются однородные формы для 2-го лица ед./мн. числа и для 1-го лица мн. числа или 3-го лица (но не для двух последних случаев одновременно). Такой тип систем распространен по всему миру, единственный регион, где данный тип не является общепринятым, это восточная Евразия. Русский язык и большинство языков Европы относятся к этому типу.
Широко представлен и максимальный тип императивно-гортативных систем. Однако, он отсутствует в центральной Европе, появляясь лишь в ирландском языке, а затем уже только на Балканах. Данный тип характерен для эстонского и венгерского языков, он широко представлен в восточной Евразии, на Папуа — Новой Гвинеe, также встречается на Тихоокеанском побережье Северной Америки. Широко распространен в южной Африке.
Минимальные системы типичны для западной Африки, для языков нигер-конго. Для языков этой же территории характерен и третий тип императивно-гортативных систем.

## Гортатив в русском языке
Гортативные конструкции в русском языке образуются  с глаголом давать в императивной форме.
Примеры:
Давай споем!
Давай читать!
Давай я сам схожу за хлебом!
Гортативные конструкции образуют минимальную видовую пару по вспомогательному глаголу (давать — дать) с пермиссивами:
- Гортатив: Давай я сам ему позвоню!
- Пермиссив: Дай я сам ему позвоню!